# Genussa distans
Genussa distans là một loài bướm đêm trong họ Geometridae.